# Zjivi i pomni
Zjivi i pomni (russisk: Живи и помни) er en russisk spillefilm fra 2008 af Aleksandr Prosjkin.

## Medvirkende
- Darja Moroz som Nastasja Guskova
- Mikhail Jevlanov som Andrej Guskov
- Sergej Makovetskij som Fjodor Guskov
- Jevgenija Glusjenko som Semjonovna
- Anna Mikhalkova som Nadka